# Horace Andy

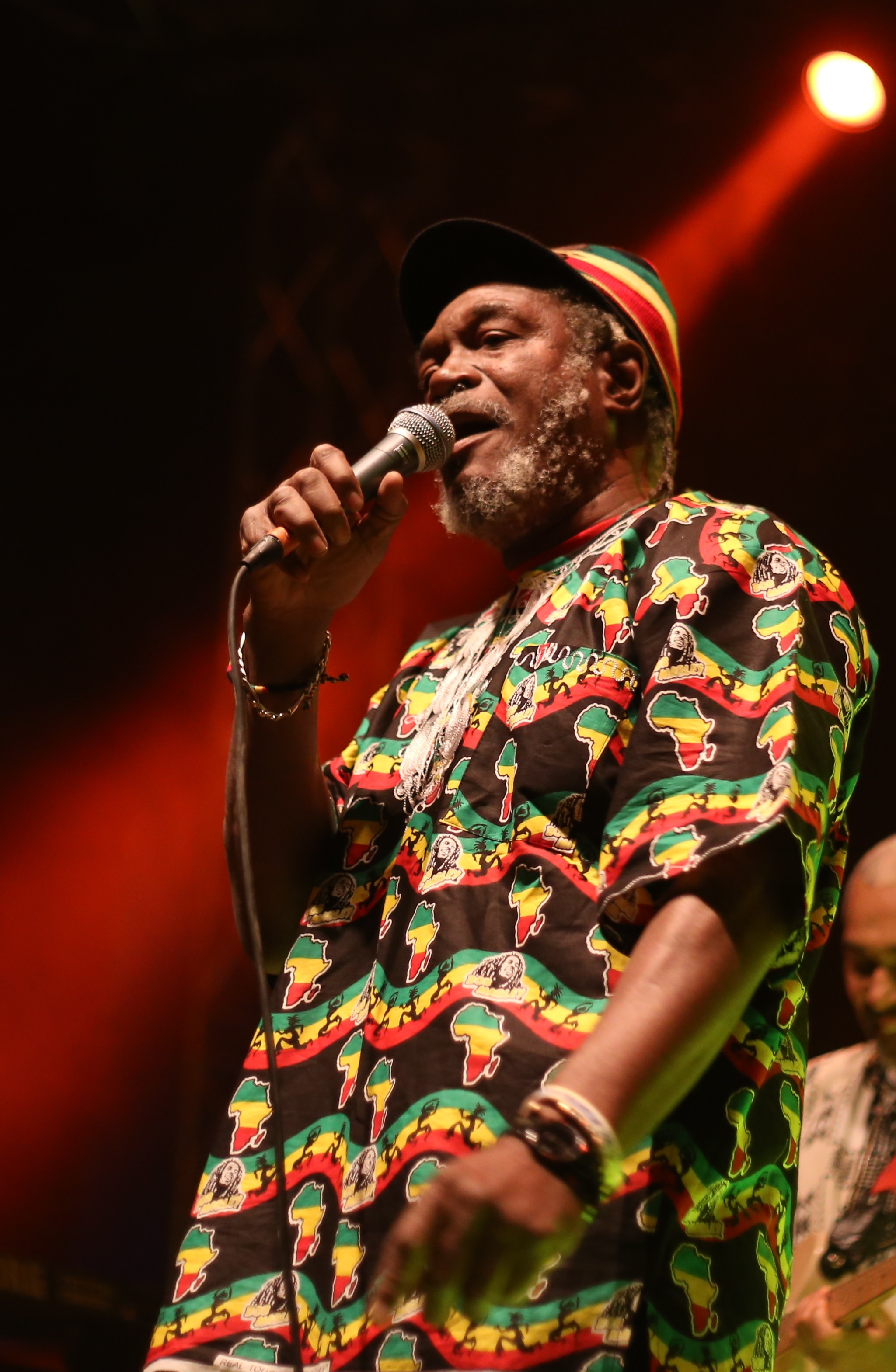
Horace Andy, 2013

Horace „Andy“ Hinds (* 19. Februar 1951 in Kingston) ist ein jamaikanischer Roots-Reggae-Sänger.

## Werdegang
Er veröffentlichte 1966 seine erste Single Blackman's Country, 1969 erschien das Album Skylarking. In den folgenden Jahren arbeitete er mit bekannten Reggae-Produzenten wie King Tubby und Prince Jammy zusammen und machte sich durch seine charakteristische Falsett-Stimme einen Namen.
In den 1980er Jahren ging er nach London und arbeitete unter anderem mit Mad Professor zusammen. Außerhalb der Reggae-Szene wurde er bekannt als Gastsänger bei Massive Attack, die er auch auf Tourneen begleitet. Auf deren erstem Album Blue Lines singt er One Love, Five Man Army und Hymn of the Big Wheel. Auf Protection singt er Spying Glass, einen von ihm stammenden Song. Auf Mezzanine singt er Angel, Man Next Door und Exchange, auf 100th Window die Songs Everywhen und Name Taken. Auf Heligoland (2010) singt er Splitting the Atom und Girl I Love You.
Daneben veröffentlichte er zahlreiche eigene Alben. Sein Album Midnight Rocker wurde 2022 mit dem Jahrespreis Preis der deutschen Schallplattenkritik ausgezeichnet.
Viele seiner Songs sind auch auf Compilations zu hören. Auf dem Album des Weltmusik-Projekts 1 Giant Leap ist er mit dem Song Racing Away (zusammen mit Grant-Lee Phillips) vertreten.

## Privates
Er ist ein Cousin von Justin Hinds und Anhänger der Rastafari-Bewegung.

## Diskografie (Auswahl)
- 1972: Skylarking, mit Leroy Sibbles & Sound Dimension, produziert von Coxsone Dodd (Studio One SOL 1116)
- 1973: You Are My Angel (Trojan Records)
- 1980: Bim Sherman Meets Horace Andy and U.Black: In a Rub-a-Dub Style (Yard International)
- 2004: From the Roots: Horace Andy Meets Mad Professor (RAS)
- 2022: Midnight Rocker (On-U Sound ONUCD152, Rough Trade)